# Lanfièra (Bama)
Pour les articles homonymes, voir Lanfièra.
Lanfièra est une commune rurale située dans le département de Bama de la province du Houet dans la région des Hauts-Bassins au Burkina Faso.